# Ectinorus ixanus
Ectinorus ixanus är en loppart som först beskrevs av Jordan 1942.  Ectinorus ixanus ingår i släktet Ectinorus och familjen Rhopalopsyllidae. Inga underarter finns listade i Catalogue of Life.